# Теурния
Теурния (лат. Teurnia; позже также, лат. Tiburnia) — древнеримский город в западной Каринтии. В поздней античности являлся также епископским престолом, а к концу римских времен он был упомянут как столица провинции Норик Среднеземноморская. Сегодня Тибурния является титулярным престолом католической церкви.

## История
Древний город Теурния был расположен на лесистом холме в районе деревни Святого Петра в Хольце (нем. St. Peter-in-Holz) — в муниципалитете Лендорф долины Лурнфельд, в четырех километрах к западу от Шпитталя-ан-дер-Драу (австрийская Верхняя Каринтия). Уже в 1100 году до н. э. на холме Хольцерберг существовало поселение, которое, возможно, было также центром кельтского народа Таврики. В период до 50 года н. э. Теурния стала римским городом: с форумом, рыночной базиликой, храмом на капитолии города, термами (общественными банями), террасами и храмом, посвященным Гранну (лат. Grannus Apollo) — кельтскому аналогу Эскулапа, бога медицины и исцеления. Обычно старые поселения, расположенные на холме, перемещались римлянами в соседние низины.
Теурния была одним из самых крупных поселений во всей Норике — в ней проживало до 30 000 человек. К концу существования Римской империи население города уменьшилось: люди стали покидать жилые террасы, а склоны, которые больше не подходили для сельского хозяйства, стали использоваться в качестве пастбищ для скота. Материалы заброшенных домов использовались при возведении стен, окружавших холм.

## Церковная история
К четвёртому столетию нашей эры Теурния уже являлась христианским городом, который оставался епископским престолом до разрушения поселения в 610 году. Из жизнеописаний Северина, написанных Евгипием в 511 году, было установлено, что Северин — «апостол Норикума» — поддерживал связь с епископом Теурнии по имени Паулин. Высказывалось предположение, что Паулин, писавший «увещательные письма» жителям общины, являлся митрополитом-архиепископом провинции. Последнее упоминание о городе и епархии Тибурнии содержалось в письме от 591 года.

## Раскопки
Ещё в средние века холм Хольцерберг был местом, известным своими многочисленными античными находками. Интерес к артефактам времён Римской империи постепенно увеличивался — как во время, так и после Ренессанса — но лишь несколько веков спустя руины были идентифицированы как город Теурния, известный из античных источников. Профессиональные раскопки начались со случайного открытия «кладбищенской церкви» в 1908 году. Её мозаика и базилика сохранились практически идеально: в двенадцати рисунках мозаики были изображены христианские, мифологические и библейские сюжеты, а также имя одного из дарителей.
В 1984 году была раскопана церковь времён раннего христианского епископата, которая сегодня покрыта от разрушения специальной крышей, но открыта для посетителей. Стены храма, покрытые росписью, сохранились до высоты в неполные два метра. Раскопки также проводились вдоль южной стороны церкви: здесь были найдены мраморные таблички и части креста. На сегодня известно, что епископальная церковь была построена в начале V века, а спустя столетие (после пожара, нанёсшего серьёзные разрушения) она была перестроена уже как базилика — с тремя нефами и тремя апсидами.

## Музей
По результатам раскопок в соседней деревне появился римский музей (нем. Römer-Museum), в коллекции которого представлены многочисленные артефакты, найденные в районе Теурнии (мраморные скульптуры, надписи, украшения, оружие, инструменты, монеты и многое другое) — музей предназначен для проведения целого ряда образовательных программ в регионе, информирующих заинтересованных лиц о культурных и исторических аспектах древнеримского обществе, повседневной жизни и искусстве римлян и кельтов. Рядом с ним находятся сохранившиеся остатки римской городской виллы. Археологическое исследование местности продолжаются и сегодня: недавно рядом с церковью была обнаружена гостевая резиденция епископа — в целях защиты и долгосрочного сохранения она была повторно покрыта почвой.
Интерес посетителей также может вызвать и самая старая, из известных на сегодняшний день, епископская церковь в Австрии, которая является «особым свидетельством» раннего христианства в стране и регионе в целом. Существует предложение включить данную церковь, обладающую «своеобразной конструкцией и уникальным значением», в список всемирного наследия ЮНЕСКО.
У музея есть две спонсорские ассоциации: ассоциации «Друзья Теурнии» и «Попечители Теурнии» — поддерживающие археологические изыскания и музейные мероприятия с 1970 и 1986 года, соответственно. Сотрудники музея готовы провести экскурсии для группы из, как минимум, 10 человек в любое время (по запросу).